# Siegmar von Schultze-Galléra

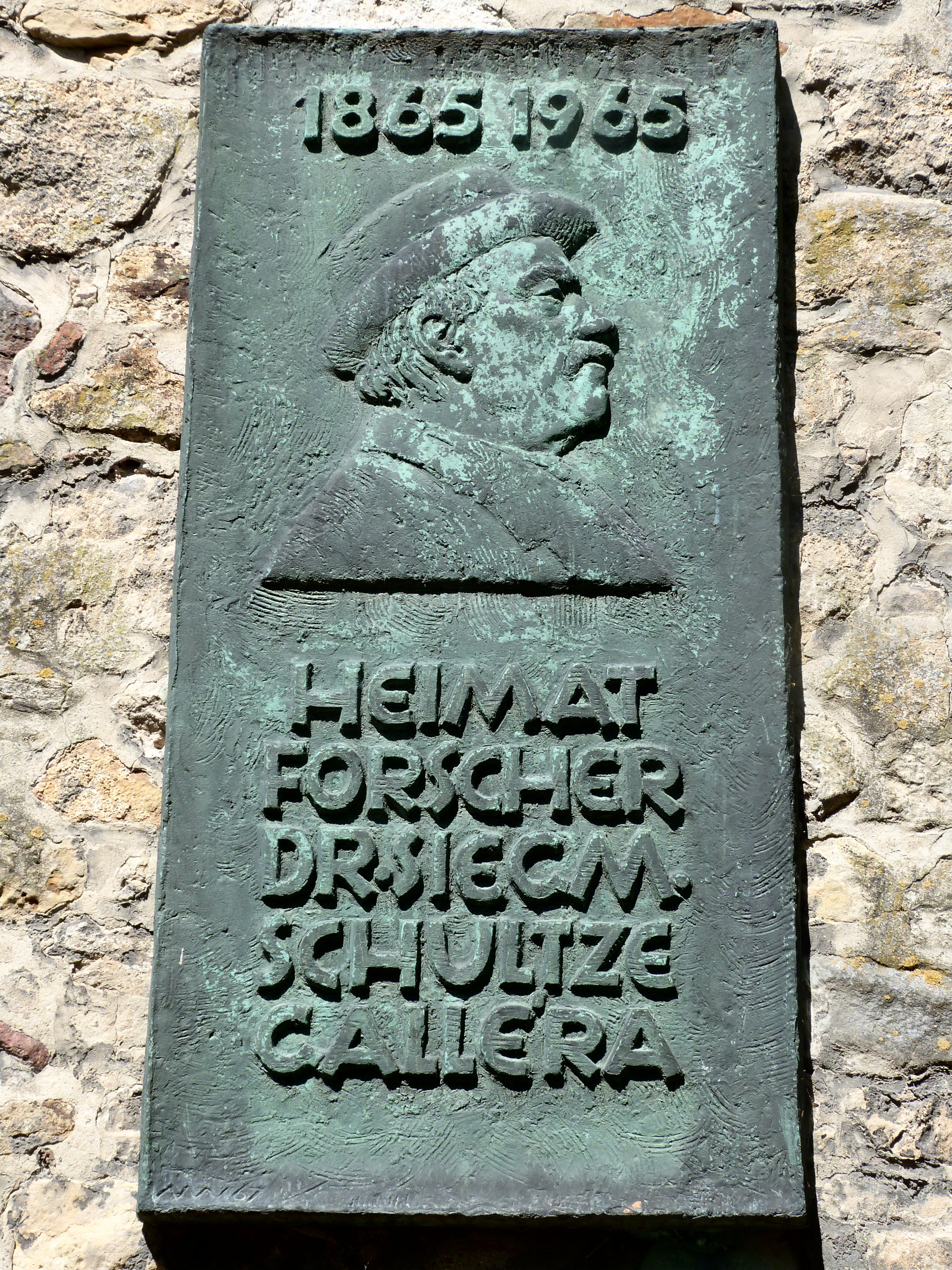
Gedenktafel für Schultze-Galléra in der Kirchenruine Granau

Gotthilf Karl Siegmar Schultze, ab 1904/1919 Siegmar Baron von Galléra, auch Siegmar Baron von Schultze-Galléra (* 6. Januar 1865 in Magdeburg als Gotthilf Carl Siegmar Schulz; † 15. September 1945 in Nietleben) war ein deutscher Schriftsteller, Germanist, Historiker und Heimatforscher.

## Leben
Er wurde als Sohn des Regierungssekretärs Gotthilf Carl Schulz in Magdeburg geboren. In Magdeburg absolvierte er das Pädagogium im Kloster Unser Lieben Frauen.
Nach dem Abitur im Jahr 1884 entschied er sich, da sein Berufsziel zunächst der Lehrerberuf war, für ein Studium der Germanistik an der Friedrichs-Universität Halle, belegte jedoch daneben noch Lehrveranstaltungen der Archäologie, der Klassischen Philologie und der Geschichte. 1888 wurde er promoviert und legte das Oberlehrerexamen für den Schuldienst an Gymnasien ab; das Probejahr dafür absolvierte er am Stadtgymnasium Halle.
Nach seiner Habilitation 1892 mit einer Schrift über Goethes frühe Lyrik begann er jedoch seine Tätigkeit als Privatdozent für Neuere und Moderne Literatur an der Universität Halle, die er über Jahrzehnte ausübte. Sein Berufsziel, beamteter Universitätsprofessor zu werden, wurde ihm verwehrt.
Am 30. September 1904 durch notarielle Bestätigung von dem kinderlosen 60-jährigen Immobilienmakler Baron Arthur von Galléra aus Breslau adoptiert, erwarb er den Namenszusatz von Schultze-Galléra, unter dem er ab 1913 publizierte.
Seine Vorlesungstätigkeit stellte er 1932 ein; wurde aber weiterhin als Dozent geführt. Zum Ende des Wintersemesters 1936/37 wurde er im Alter von 72 Jahren offiziell in den Ruhestand versetzt.
In Zusammenhang mit dem Parteiverfahren seines Sohnes Karl Siegmar aufgrund dessen Abstammung mütterlicherseits von jüdischen Ururgroßeltern, was letztlich zu dessen Ausschluss aus der NSDAP im Januar 1943 führte, wurde Schultze-Galléra einer Überprüfung gemäß der Reichs-Habilitationsordnung von 1939 unterzogen und ihm das Erlöschen seiner Dozentur mitgeteilt; jedoch verwendete er auch nach der Aberkennung weiterhin diesen Titel in seinen Briefen.

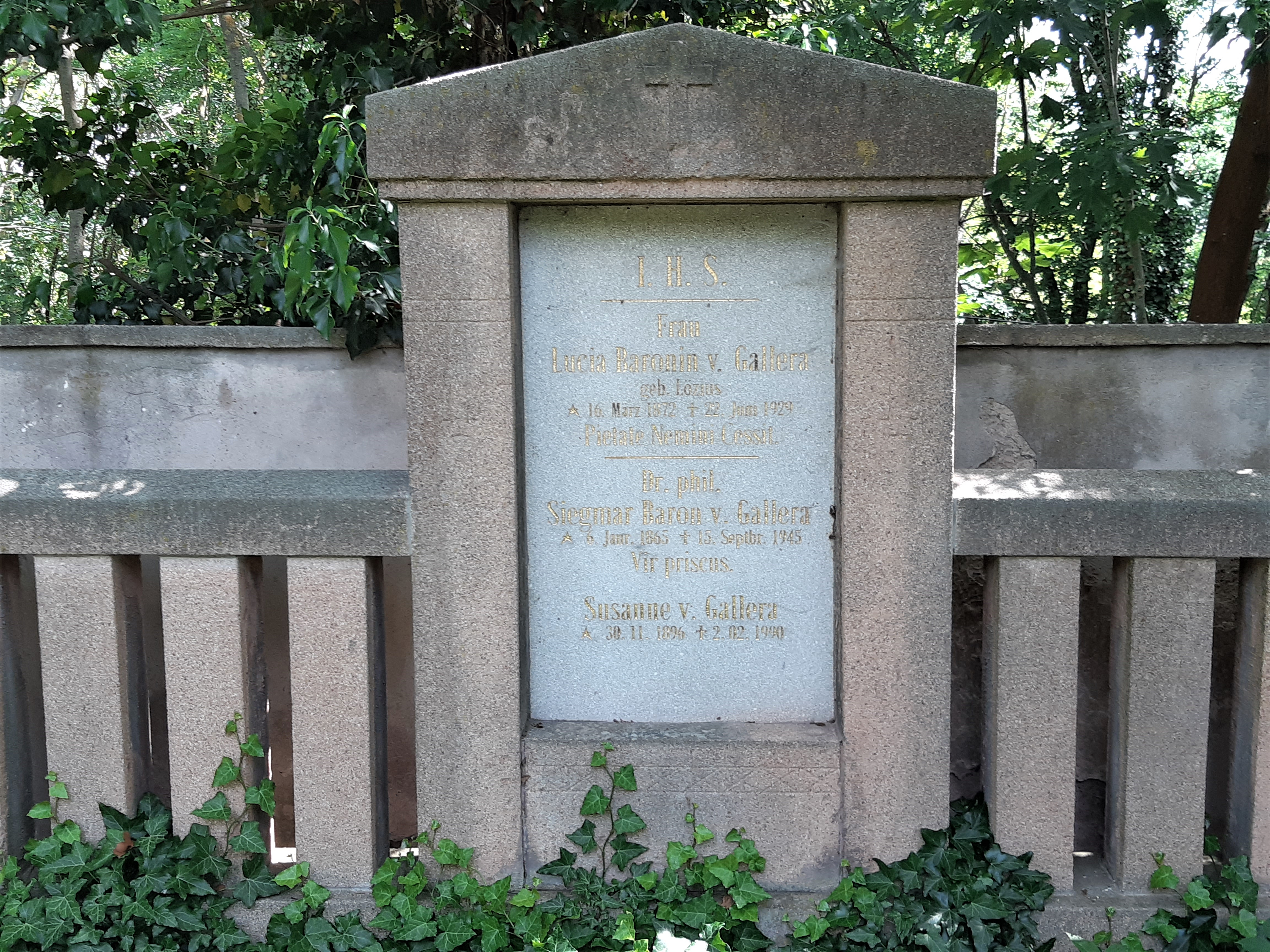
Grab von Schultze-Galléra auf dem Granauer Friedhof in Halle-Nietleben

Nach anfänglicher Sympathie für den Nationalsozialismus lehnte Schultze-Galléra diesen später kategorisch ab und verhehlte auch seine Aversion gegen Hitler nicht.
Er lebte zunächst ab dem Jahr 1899 mit seiner Frau und den vier Kindern  im 1900 eingemeindeten Stadtteil Giebichenstein im Haus Friedenstraße 14. Im Jahr 1919 zog er in das damals noch selbständige Nietleben im Saalkreis, wo er bis zu seinem Tod in seinem Haus Eislebener Straße 70 wohnte.
Die Familiengrabstätte Schultze-Galléras befindet sich auf dem Friedhof der Wüstung Granau, die heute zu Nietleben, einem Stadtteil von Halle (Saale), gehört.

## Familie und Nachfahren
1893 heiratete er die aus einer jüdischen Familie stammende Lucia Lözius  (1872–1929), die jüngste Tochter des  Pferdehändlers Emil Lözius (1827–1878), der 1868 in Halle eine Reithalle errichtete, die 1889 zum Walhalla-Theater umgebaut wurde, dem heutigen  Steintor-Varieté.
Aus der Ehe gingen fünf Kinder hervor, von denen eines nach der Geburt starb: Die Söhne Karl Siegmar (1894–1969) und Joachim (geb. 1902), sowie die Töchter Susanne (1896–1990) und Corisande (1898–1986). Susanne führte nach dem Tod der Mutter den Haushalt und fungierte auch als seine Sekretärin.
Die Tochter Corisande, verheiratet mit dem kaufmännischen Angestellten Werner Götting, war die Mutter von Gerald Götting, Vorsitzender der Ost-CDU und Volkskammerpräsident der DDR. Ein zweiter Sohn, Manfred, ist im Zweiten Weltkrieg gefallen. Das Grab von Corisande und Werner Götting befindet sich neben der Grabstätte Schultze-Galléras ebenfalls auf dem Granauer Friedhof in Halle-Nietleben.
Der Sohn Karl Siegmar von Galéra war ebenfalls Historiker und „ein nationalsozialistischer Bestsellerautor“, der 1945 von der sowjetischen Besatzungsmacht verhaftet und zeitweilig eingesperrt wurde.

## Namensgeschichte
Bedingt durch den  namensgeschichtlichen Hintergrund publizierte Schultze-Galléra unter mehreren Namen. Die Habilitationsurkunde der Universität Halle weist noch den Namen Schultze aus. Zwischen 1913 und 1920  veröffentlichte er unter  Schultze-Galléra und erst ab dem 23. März 1921 nur noch unter dem Namen Siegmar Baron von Schultze-Galléra. Auch verwendete er das Pseudonym „Aigremont“.

## Schultze-Galléra als Heimatforscher
Etwa ab 1910 widmete  sich Schultze-Galléra der Heimatgeschichte der Stadt Halle und des Saalkreises. Mit 27 Büchern und über 1000 Zeitungsartikeln zu heimatgeschichtlichen Themen hinterließ er ein außerordentlich umfassendes Lebenswerk. Schon zu seinen Lebzeiten galt er neben dem Historiker Johann Christoph von Dreyhaupt, seinem Lehrer Prof. Gustav Hertzberg und dem ehemaligen Stadtarchivar und Landeskonservator Prof. Erich Neuß als einer der bedeutendsten Stadtchronisten und Heimatforscher Halles und des historischen Saalkreises und ist damit auch zu den Begründern einer wissenschaftlichen Regionalgeschichte zu zählen. Besonders mit dem vierbändigen Werk „Wanderungen durch den Saalkreis“ war er äußerst erfolgreich und schaffte damit den Durchbruch als Regionalforscher. Ein weiterer Schwerpunkt bildeten seine Forschungen zur Stadtgeschichte Halles. Neben den „Wanderungen“ ist die dreibändige „Topographie oder Häuser- und Straßengeschichte der Stadt Halle“ sein bedeutendstes Werk, in dieser Form auch  einzigartig für Deutschland.
Obwohl auch heute noch gern und viel aus seinen Werken zitiert wird, sind etliche seiner Schriften überholt. Fehlende Quellenangaben ermöglichen es teilweise nicht, die von ihm aufgestellten Hypothesen zu überprüfen, was von der Fachwissenschaft in Rezensionen oft kritisch vermerkt wurde.
In seinem Tagebuch Aus meinem Leben hielt er fest, zu befürchten, andere Kollegen könnten ihm seine wissenschaftliche Arbeiten streitig machen.
Jedoch ist zu beachten, dass die große Mehrheit seiner Werke, auch um die Heimatverbundenheit der Bevölkerung zu erhöhen, von ihm von vornherein für eine breiten Leserkreis geschrieben wurde und er deshalb bewusst auf eine ausgesprochen wissenschaftliche Darstellung verzichtete.

## Ehrungen

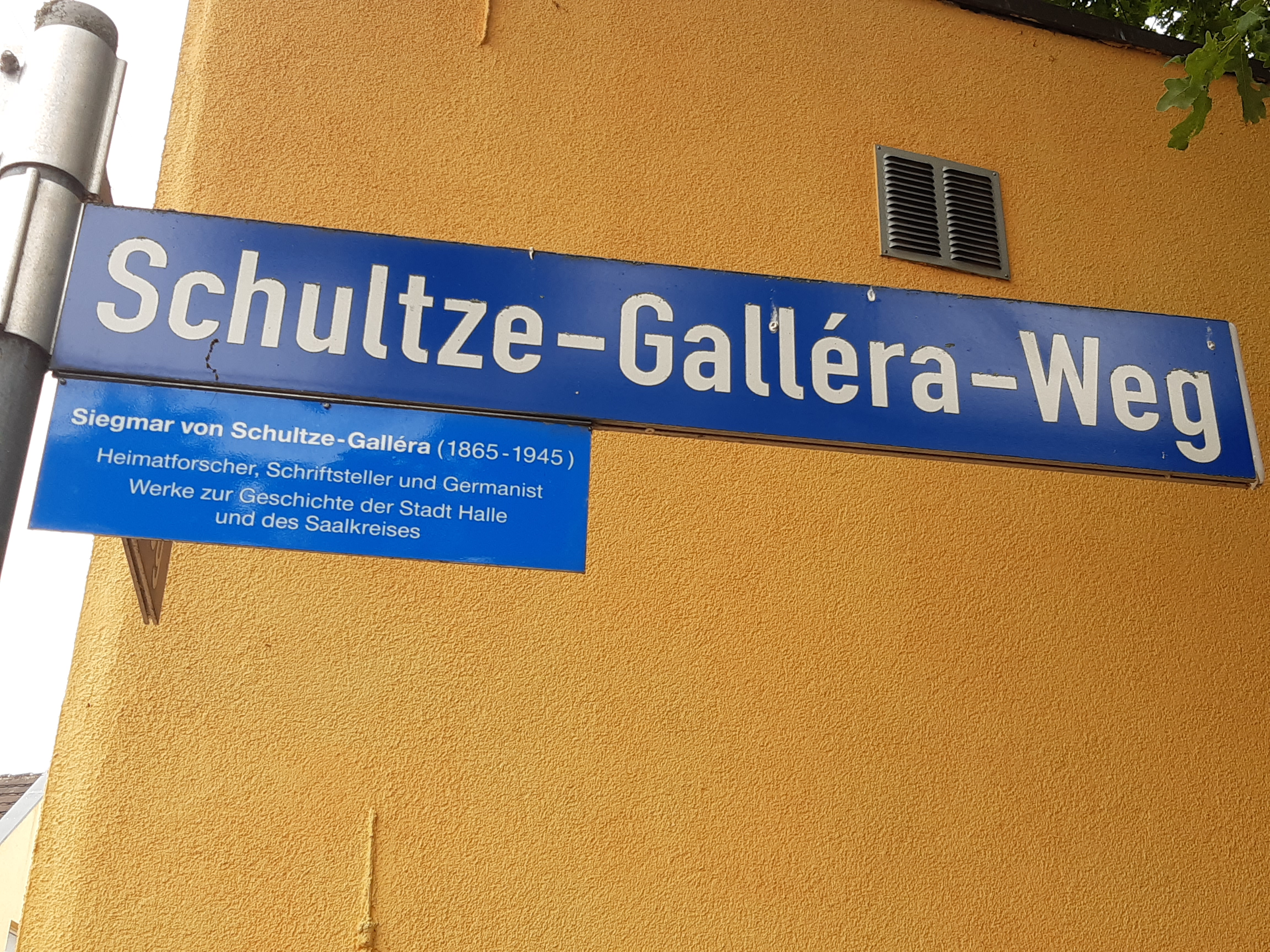
Straßenschild mit Erläuterungsschild am Schultze-Galléra-Weg, Halle-Nietleben

An der Innenseite der Nordwand der Kirchenruine Granau befindet sich eine Gedenktafel anlässlich des 100. Geburtstages, geschaffen von Martin Wetzel 1967.
Im Jahr 1999 benannte die Stadt Halle ihm zu Ehren im Stadtteil Halle-Nietleben einen Weg nach ihm. Dort hatte er mehr als ein Vierteljahrhundert gelebt.

## Schriften

### Regionalgeschichte
- Die Burg Wettin und die Wettiner. 1912.
- Die Unterburg Giebichenstein, mit Berücksichtigung der Oberburg und der Alten Burg. Otto Hendel Verlag, Halle a. S. 1913.
- Giebichenstein. Alte Burg, Oberburg und Unterburg. Eine ausführliche Widerlegung des Herrn Rauchfuß nebst neuen Beiträgen. 1914.
- Die Geschichte der Familie von Selmnitz, Familiengenealogie mit Stammtafel, Buch mit Goldschnitt, Druck und Verlag Otto Hendel, Halle a. S. 1914. (Mit Rudolf von Bagenski).
- Wanderungen durch den Saalkreis. 5 Bände, 1913, 1914, 1920, 1921, 1924.
- Topographie oder Häuser- und Strassen-Geschichte der Stadt Halle a. d. Saale. 3 Bände, Verlag Wilhelm Hendrichs, Halle a. d. Saale 1920–1924.
  - Altstadt. 1920.
  - Vorstädte und Stadterweiterungen ; 1. Südlicher Halbkreis. 1921.
  - Vorstädte und Stadterweiterungen ; 2. Nördlicher Halbkreis. 1923.
  - Die Eingemeindungen der Stadt Halle : Giebichenstein, Trotha, Cröllwitz, Gimritz. 1924. (Digitalisat)
- Die Juden zu Halle im Mittelalter. 1922.
- Topographie der Burg Wettin nach neueren Forschungen. In: Kalender für Halle. 1922.
- 100 Jahre Rittergutsgose. 1924.
- Das mittelalterliche Halle. 2 Bände, 1925.
- Die Burg Wettin : Ihre Baugeschichte und ihre Bewohner. Verlag Wilhelm Hendrichs, Halle an der Saale 1926.
- Die alten und auch neuen Gasthöfe von Halle – Ihre Namen, Wahrzeichen und Geschichte. 1928.
- Schloß und Bad Seeburg und Umgebung nebst dem ehemaligen Salzigen See. 1928.
- Die Stadt Halle. Ihre Geschichte und Kultur. Ein Buch für Haus und Schule. 1930.
- Kurze Geschichte und Beschreibung der Burg Wettin nebst Wettiner Sagen. 1930.
- Hallisches Dunkel- und Nachtleben im 18. Jahrhundert. 1930.
- Halle im Rokoko. Ein Stadtkulturbild aus der Zeit Friedrichs des Großen. 1930.
- Die Häusernamen und Häuserwahrzeichen der Privathäuser, Gasthöfe, Salzsiedehäuser, Apotheken und Logen in Halle. 1931.
- Der Giebichenstein als Gesamtburg. Alte Burg, Oberburg und Unterburg. 1933.
- Der Petersberg und sein Augustiner Chorherrenstift. 1933.
- Die Hallesche Heide einst und jetzt und der Lintbusch als ehemaliger städtischer Besitz. 1933.